# Mokhungwana
Mokhungwana est une ville du Botswana en Afrique centrale.